# Al-Ahli Saudi Football Club
Al-Ahli Saudi Football Club (em árabe: النادي الأهلي السعودي لكرة القدم), mais conhecido como Al-Ahli, é um clube de futebol profissional saudita localizado em Gidá, que foi fundado em 1937. Atualmente compete na Saudi Pro League, a principal liga do país.
O clube é considerado como um dos maiores da Arábia Saudita e também da Ásia; ajudando muito a Seleção Árabe de Futebol com jogadores. O uniforme da equipe é verde e branco. O estádio, que é compartilhado com o rival da cidade Al-Ittihad, é o segundo maior estádio da Arábia Saudita, com uma capacidade total de aproximadamente 63.000 espectadores.
O Al-Ahli venceu a liga saudita quatro vezes nas temporadas de 1968–69, 1977–78, 1983–84 e 2015–16. Também é o maior campeão da Copa do Rei com 13 títulos conquistados. No âmbito internacional, dentre os principais títulos, estão uma Liga dos Campeões Árabes em 2002 e uma Liga dos campeões da AFC, título esse que foi conquistado de forma invicta em 2025.
Em junho de 2023, o fundo soberano saudita Public Investment Fund (PIF) assumiu 75% das ações da associação. O fundo também é coproprietário do Newcastle United e de vários outros clubes de futebol sauditas. O restante das ações é de propriedade de uma organização sem fins lucrativos.

## Títulos
| CONTINENTAIS                                                 | CONTINENTAIS | CONTINENTAIS                                                                 | CONTINENTAIS |
| Competição                                                   | Títulos      | Temporadas                                                                   |              |
| ------------------------------------------------------------ | ------------ | ---------------------------------------------------------------------------- | ------------ |
| Liga dos Campeões da AFC                                     | 1            | 2024–25                                                                      |              |
| INTERNACIONAIS                                               |              |                                                                              |              |
| Competição                                                   | Títulos      | Temporadas                                                                   |              |
| Liga dos Campeões Árabes                                     | 1            | 2002                                                                         |              |
| Copa do Golfo                                                | 3            | 1985, 2002, 2008                                                             |              |
| NACIONAIS                                                    |              |                                                                              |              |
| Competição                                                   | Títulos      | Temporadas                                                                   |              |
| Campeonato Saudita                                           | 4            | 1968–69, 1977–78, 1983–84, 2015–16                                           |              |
| Copa do Rei                                                  | 13           | 1962, 1965, 1969, 1970, 1971, 1973, 1977, 1978, 1979, 1983, 2011, 2012, 2016 |              |
| Copa da Coroa do Príncipe                                    | 6            | 1957, 1970, 1998, 2002, 2006–07, 2014–15                                     |              |
| Supercopa Saudita                                            | 1            | 2016                                                                         |              |
| Copa da Federação                                            | 3            | 2001, 2002, 2007                                                             |              |
| Segunda Divisão Liga Príncipe Mohammad bin Salman (Promoção) | 1            | 2022–23                                                                      |              |

Legenda
 Campeão invicto

### Outras campanhas de destaque
- Liga dos Campeões da AFC
  - Vice-campeão (2): 1985–86, 2012
- Taça da Fundação
  - Vice-campeão (1): 1999–00

## Elenco atual
Última atualização: 28 de fevereiro de 2025.